# Rue Lentonnet
Rue Lentonnet är en gata i Quartier de Rochechouart i Paris nionde arrondissement. Gatan är uppkallad efter den franske överstelöjtnanten Jean-Louis Lentonnet (1840–1895). Rue Lentonnet börjar vid Rue Condorcet 16 och slutar vid Rue Pétrelle 21.

## Omgivningar
- Saint-Vincent-de-Paul
- Rue des Martyrs
- Square d'Anvers – Jean-Claude-Carrière
- Rue Pétrelle
- Square Pétrelle
- Rue Thimonnier
- Cité Napoléon

## Bilder
| - Gatuskylt. - Saint-Vincent-de-Paul. - Cité Napoléon. |

## Kommunikationer
- Tunnelbana – linje  – Anvers
- Tunnelbana – linjerna   – Barbès – Rochechouart
- Busshållplats Condorcet – Paris bussnät

### Webbkällor
- ”Rue Lentonnet”. Mairie de Paris. https://web.archive.org/web/20160303210939/http://www.v2asp.paris.fr/commun/v2asp/v2/nomenclature_voies/Voieactu/5454.nom.htm. Läst 29 november 2023.
- ”Rue Lentonnet (9ème arrondissement)”. Les rues de Paris. https://web.archive.org/web/20160406083115/http://www.parisrues.com/rues09/paris-09-rue-lentonnet.html. Läst 29 november 2023.